# Смертельная битва (фильм)
«Смертельная битва» (англ. Mortal Kombat) — американский фильм производства Лоуренса Касаноффа и его компании Threshold Entertainment, созданный по мотивам первых двух игр серии Mortal Kombat в жанре «файтинг». В качестве режиссёра был нанят Пол У. С. Андерсон, а на должность оператора приглашён Джон Леонетти, который позже выступил режиссёром продолжения — «Смертельная битва 2: Истребление» 1997 года. Кевин Дроуни стал автором сценария, основанного преимущественно на первой игре Mortal Kombat 1992 года и содержащего сюжетные ходы с персонажами из Mortal Kombat II.
Фильм стал кассовым хитом, но первоначально получил отрицательные отзывы критиков, посчитавших его глупым боевиком. Со временем отношение к фильму изменилось, его стали часто называть одной из лучших экранизаций видеоигр.

## Сюжет
Раз в поколение проходит древний турнир под названием «Смертельная битва», созданный Древними Богами для защиты Земли от тёмных сил Внешнего мира. Если силы Зла победят в турнире десять раз подряд, то Император Внешнего мира Шао Кан сможет начать вторжение на Землю. На данный момент воины Внешнего мира выиграли девять турниров подряд и, возможно, следующий окажется последним для Земли. Бывший шаолиньский монах Лю Кан и его товарищи поневоле — звезда Голливуда Джонни Кейдж и агент спецназа Соня Блейд — должны рискнуть своими жизнями и победить своих необычных противников, чтобы выиграть десятую «Смертельную битву», иначе это ввергнет Землю в вечную тьму.
Хотя каждый боец был избран, чтобы участвовать в «Смертельной битве», у каждого есть своя причина для участия. Лю Кан желает отомстить за смерть своего брата Чена, убитого в Шаолине магом Императора Шан Цзуном в частном поединке. Соня Блейд разыскивает хладнокровного убийцу Кано, ответственного за смерть её напарника. Джонни Кейдж соревнуется, чтобы доказать, что он является настоящим мастером боевых искусств, а не «фальшивкой», как его описывает пресса. Несмотря на их личные цели, их всех завербовали и направили на причал в Гонконге, откуда странно выглядящий корабль перевозит их на остров Шан Цзуна, где и пройдёт турнир. Во время плавания они встречаются с двумя из своих возможных противников: воином Лин Куэй Саб-Зиро и ниндзя-призраком Скорпионом из исторически враждебных друг другу кланов. Несмотря на то, что турнир ещё не начался, находящиеся под ментальным контролем Шан Цзуна Скорпион и Саб-Зиро пытаются напасть не друг на друга, а на землян. Но тут вмешивается Райдзин, бог грома, и уводит землян от опасности, попутно объясняя им, что происходит.
Прибыв на остров, воины Земли приглашаются Шан Цзуном на первый раунд соревнования, который начнётся на следующий день. Но за кулисами Шан Цзун рассказывает чемпиону «Смертельной битвы» четверорукому принцу Горо, что приёмная дочь Императора, принцесса Китана, может предать их и встать на сторону Лю Кана и Земли. Воины Внешнего мира побеждают в первых поединках, а Шан Цзун поглощает души проигравших. Одним из погибших является друг главных героев Арт Лин, убитый принцем Горо.
После таких поражений воины Земли приходят в отчаяние, но Райдэн вдохновляет их на бесстрашный бой. Джонни Кейдж, Соня и Лю Кан побеждают Скорпиона, Кано и Саб-Зиро соответственно. Желая сразиться с Горо, Джонни Кейдж идёт на сделку с Шан Цзуном. Перед битвой Джонни Кейджа и Горо Шан Цзун заявляет, что в любой момент он может лично выбрать любого бойца для финального поединка с ним. В итоге Джонни Кейдж сбрасывает Горо со скалы, а Шан Цзун, утверждая, что у него есть на это право, похищает Соню и забирает её через портал во Внешний мир. Райдэн не может войти туда и объясняет, что Лю Кан и Джонни Кейдж должны следовать за Шан Цзуном без него. В случае отказа от битвы победа будет присвоена Внешнему миру и, так как Соня не может победить Шан Цзуна, один из избранных должен будет с ним сразиться. После битвы Лю Кана с Рептилией во Внешнем мире их встречает Китана, рассказывающая им правду об этом месте и её судьбе, подтверждая подозрения Шан Цзуна. Затем они в монашеских рясах пробираются в башню, где Шан Цзун держит взаперти Соню. Пока Джонни и Китана освобождают Соню, Лю Кан вызывает колдуна на «Смертельную битву». Жестокий поединок заканчивается победой Лю Кана, а также высвобождением всех душ, украденных Шан Цзуном.
Лю Кан и Китана идут рука об руку обратно на Землю, вместе с Джонни Кейджем и Соней Блейд, которые тоже начинают нравиться друг другу. Райдэн встречает их, поздравляя со спасением Земли. Но празднование прерывается прибытием Шао Кана, несмотря на результаты турнира угрожающего жителям Земного царства немедленным вторжением. Райдэн и четыре бойца готовятся к новой битве.

## В ролях
| Актёр                                                                              | Роль                  |
| ---------------------------------------------------------------------------------- | --------------------- |
| Кристофер Ламберт                                                                  | лорд Рейдэн           |
| Робин Шу                                                                           | Лю Кан                |
| Линден Эшби                                                                        | Джонни Кейдж          |
| Кэри-Хироюки Тагава                                                                | Шан Цзун              |
| Бриджитт Уилсон                                                                    | Соня Блейд            |
| Талиса Сото                                                                        | принцесса Китана      |
| Тревор Годдард                                                                     | Кано                  |
| Крис Касамасса Эд Бун (голос)                                                      | Скорпион              |
| Франсуа Пети                                                                       | Саб-Зиро              |
| Кит Кук Фрэнк Уэлкер (вокальные эффекты)                                           | Рептилия              |
| Том Вудрафф-младший Кевин Майкл Ричардсон (голос) Фрэнк Уэлкер (вокальные эффекты) | Горо                  |
| Грегори Маккини                                                                    | Джакс                 |
| Кеннет Эдвардс                                                                     | Арт Лин               |
| Стивен Хо                                                                          | Чань Кан брат Лю Кана |
| Питер Джейсон                                                                      | мастер Бойд           |
| Джон Фудзиока                                                                      | главный священник     |
| Хаким Элстон                                                                       | дерущийся монах       |
| Сэнди Хелберг                                                                      | режиссёр              |
| Дэниэл Хаггард                                                                     | ассистент режиссёра   |
| Ллойд Кино                                                                         | дедушка Лю Кана       |
| Фрэнк Уэлкер (голос)                                                               | Шао Кан               |

## Производство
Изначально роль Сони Блэйд должна была сыграть Кэмерон Диас, но не смогла этого сделать, так как перед началом съёмок сломала запястье.
Её заменила Бриджит Уилсон, которая отказалась от дублёра и самостоятельно исполнила все трюки.
Крис Касамасса изначально должен был играть в массовке одного из многочисленных ниндзя, однако на кастинге он настолько впечатлил продюсеров, что они предложили ему роль Скорпиона.
Эд Бун, один из создателей видеоигры Mortal Kombat, озвучил Скорпиона.
В сценарии присутствовал поединок между Соней и Джейд, а также сцена, в которой Шан Цзун позволял бойцам похоронить Арт Лина в Саду статуй, рядом со статуей Великого Кун Лао, однако эти эпизоды не были сняты.

## Музыка
В августе 1995 года за три дня до премьеры фильма на лейбле TVT Records вышел альбом-саундтрек Mortal Kombat: Original Motion Picture Soundtrack. Вскоре он стал платиновым, а в сентябре занял 10-е место в чарте Billboard 200.
Также в октябре 1995 года вышел альбом «Смертельная битва» (англ. Mortal Kombat) с музыкой к фильму, композитором стал Джордж Си Клинтон.

## Критика
Картина получила неоднозначные отзывы критиков. На сайте-агрегаторе Rotten Tomatoes он получил 45 % положительных оценок критиков, а его рейтинг составил 4,8 из 10 на основе 44 рецензий. Рецензенты положительно отозвались об атмосфере и неплохих спецэффектах, критике же подверглись сценарий и актёрская игра.
Кинокритик Сергей Кудрявцев в своей книге «3500 кинорецензий» также негативно оценил ленту, назвав её «довольно бестолковым зрелищем».
Однако со временем отношение к фильму начало меняться, его часто начали называть одной из лучших экранизаций видеоигр.

## Перезапуск
В 2021 году вышел фильм-перезапуск — «Мортал Комбат».